# Магнітошар

Схема магнітосфери Землі, що показує відносне положення магнітошару

Магнітошар (англ. magnetosheath) — область простору між магнітопаузою та дугоподібною ударною хвилею магнітосфери планети. Регулярне магнітне поле, що генерується планетою, стає слабким і нерегулярним в магнітооболочці через взаємодію з сонячним вітром і не здатне повністю відхиляти заряджені частинки. Густина частинок у цій області значно нижча, ніж за межами ударної хвилі, але більша, ніж у магнітопаузі, і її можна вважати перехідним станом.
Наукові дослідження природи магнітошару були обмежені через хибне уявлення про те, що вона є побічним продуктом взаємодії дугоподібної ударної хвилі/магнітопаузи і не має власних важливих властивостей. Однак, пізніші дослідження показали, що магнітошар є динамічною областю турбулентного потоку плазми, яка може відігравати важливу роль у структурі дугоподібної ударної хвилі й магнітопаузи та може впливати на потік енергетичних частинок через ці межі. Кінетичні нестабільності плазми можуть спричинити подальші ускладнення, генеруючи плазмові хвилі та пучки енергетичних частинок в області магнітошару.
Магнітошар Землі зазвичай займає область простору приблизно в 10 радіусів Землі на денному боці планети, а на нічному боці простягається значно більше через тиск сонячного вітру. Точне розташування та ширина магнітошару залежить від таких змінних параметрів, як сонячна активність.